# Cyril Detremmerie
Cyril Detremmerie (Mouscron, 20 de juny de 1985 - Virton, 29 de gener de 2016) va ser un futbolista belga que jugava en la demarcació de defensa.

## Biografia
Va començar a formar-se en clubs com el KRC Zuid-West-Vlaanderen o el Royal Excelsior Mouscron, fins que en 2002 va començar a formar part de la disciplina del KSV Roeselare. Finalment en 2005 va fer el seu debut en un partit de la Primera Divisió de Bèlgica contra el KSK Beveren el 14 d'agost. Va jugar en el club fins a la temporada 2006/2007, fins que finalment es va ser traspassat al RE Virton, on va jugar 58 partits i va marcar tres gols. Finalment, després d'un any en el BX Brussels, es va retirar com a futbolista.
El 29 de gener de 2016 va morir als 30 anys a Virton després de sofrir un accident de trànsit.

## Clubs
| Club          | País    | Any         | Partits | Gols |
| ------------- | ------- | ----------- | ------- | ---- |
| KSV Roeselare | Bèlgica | 2005 - 2007 | 11      | 0    |
| RE Virton     | Bèlgica | 2007 - 2009 | 58      | 3    |
| BX Brussels   | Bèlgica | 2009 - 2010 |         |      |